# پی‌یرو ناتولی
پی‌یرو ناتولی (ایتالیایی: Piero Natoli؛ ‏ ۲۲ نوامبر ۱۹۴۷ – ۸ مهٔ ۲۰۰۱) بازیگر، کارگردان فیلم و فیلم‌نامه‌نویس اهل ایتالیا بود.
از فیلم‌هایی که وی در آن نقش داشته‌است، می‌توان به دوست من، بیت و قطعات، کاپوت موندی، هم‌کلاسی‌ها و نجیب و بدجنس اشاره کرد.